# El color del dinero
El color del dinero (The Color of Money) es una película de 1986 dirigida por Martin Scorsese y protagonizada por Tom Cruise y Paul Newman, quien ganó un premio Óscar por su papel. Se inspira en una novela de 1984 del escritor Walter Tevis y su argumento supone la continuación de la historia de Eddie "Relámpago" Felson, narrada en la película The Hustler de Robert Rossen (1961).

## Sinopsis
Paul Newman, que ya había encarnado al protagonista de la película de 1961, vuelve a interpretar a ese enigmático personaje que es Eddie "Relámpago" Felson, quien después de más de veinte años sin jugar al billar vuelve a la vida cuando ve aparecer en su local de retiro al joven Vincent Lauria —papel interpretado por Tom Cruise—. El viejo "buscavidas", al que solo vencían sus propios fantasmas, vuelve a renacer al verse reflejado veinte años atrás en ese joven chico que, ante sus ojos, da una paliza a su protegido, Julian (papel interpretado por el actor John Turturro).
Ello hará que un ya retirado y oxidado Eddie Felson vuelva a desenfundar su viejo balabushka y ponga rumbo a la carretera, como en los viejos tiempos, junto al joven, nuevo e inexperto aprendiz de buscavidas, Vincent Lauria.

## Reparto
| Actor                       | Personaje         |
| --------------------------- | ----------------- |
| Paul Newman                 | Fast Eddie Felson |
| Tom Cruise                  | Vincent Lauria    |
| Mary Elizabeth Mastrantonio | Carmen            |
| Helen Shaver                | Janelle           |
| John Turturro               | Julian            |
| Bill Cobbs                  | Orvis             |
| Forest Whitaker             | Amos              |
| Brad Garrett                | Loki              |

En la película aparecen muchos grandes maestros del billar de los años 1980, como Steve Mizerak, Jimmy Mataya, Grady Mathews y Keith McCready, además de un cameo de Iggy Pop.